# Sarnadas de São Simão
Sarnadas de São Simão es una freguesia portuguesa del concelho de Oleiros, con 28,53 km² de superficie y  habitantes (2001). Su densidad de población es de 11,1 hab/km².